# JCDecaux
Skupina JCDecaux [žisedeko] je mezinárodní společností se sídlem v Paříži, hlavním městě Francie. Je největší společností zaměřenou na venkovní reklamu na světě a rozvíjí činnost ve třech hlavních segmentech: městský mobiliář, velkoformátová reklama a reklama v systémech městské hromadné dopravy.
Název společnosti je odvozen od jména zakladatele Jeana Clauda Decauxe, který je často označován jako „miliardář ze zastávky“, což je odvozeno od toho, že velká část reklamních ploch je umístěna právě v zastávkových přístřešcích. Koncept „městského mobiliáře“ a jeho reklamního využití vznikl v roce 1964, jeho investorem byl zakladatel společnosti Jean-Claude Decaux. Je založen na myšlence, nabídnout městu prvky městského mobiliáře, jehož výstavba i následná údržba je financována skrze reklamu. Prvním městem, kde se objevily autobusové zastávky s reklamou, byl Lyon. 
V České republice JCDecaux od roku 1994 provozuje vybraný městský mobiliář v hlavním městě Praze. Tato smlouva firmě končí na konci června 2021 a město se ji rozhodlo neprodloužit. Namísto toho pořídí městský mobiliář na vlastní náklady do svého majetku. Pro přechodné období (do března 2023) byla mezi městem a JCDecaux sjednána dohoda o postupné výměně městského mobiliáře, která má umožnit plynulé nahrazení mobiliáře JCDecaux mobiliářem hl. m. Prahy. Výstavba nových přístřešků ze strany města však nabírá zpoždění.  
Firmě, resp. společnosti RENCAR PRAHA, a.s., která je součásti skupiny JCDecaux, v roce 2016 vypověděl smlouvu také Dopravní podnik hl. m. Prahy (DPP), který ji označil za nevýhodnou. Firma takové tvrzení odmítá; má za to, že podmínky pronájmu majetku jsou zcela standardní. Následoval soudní spor, ve kterém se však Obvodní soud pro Prahu 9 i odvolací Městský soud odmítly žalobou na určení platnosti smlouvy, resp. existence právního poměru, zabývat.

## Služby a obrat
JCDecaux je největší firmou v oblasti reklamy na městském mobiliáři, v reklamě na letištích (184 letišť po celém světě), v systému samoobslužných kol. V Evropě je největší firmou poskytující reklamu na billboardech. Společnost zaměstnává celkem 9 940 lidí, skupina je přítomna v 56 zemích světa a 3600 městech s více než 10 000 obyvateli. V roce 2010 dosáhla obratu 2,35 miliardy eur.

## Praha
Skupina provozuje prostřednictvím české dceřiné společnosti JCDecaux, Městský mobiliář, spol. s r.o. od roku 1994 na dobu 25 let (smlouva byla poté prodloužena do roku 2021) městský mobiliář v hlavním městě Praze, to znamená síť samostatně stojících reklamních vitrín, zastávkových přístřešků a také velkých reklamních sloupů, ve kterých je někdy integrováno WC nebo telefonní budka. Současně poskytuje městu také služby jako je budování a údržba přístřešků zastávek městské dopravy, odpadkových košů či veřejných toalet. Zároveň nabízí reklamní plochy v oblasti venkovní reklamy a reklamní kampaně s celoplošným zásahem. Při svém nástupu přebrala do správy a vlastnictví mobiliář společnosti Dambach, která zde působila předtím.
Přístřešky, které JCDecaux v Praze instaloval, navrhl Norman Foster. Část mobiliáře, který JCDecaux v Praze zřídila, navrhl architekt Jiří Špaček. Nejprve zvítězil v soutěži Útvaru hlavního architekta, zaštítěné JCDecaux, na reklamní a informační sloupy a pouliční hodiny, poté na základě navázané spolupráce navrhl prodejní stánky. Později památkáři stánkařům řekli, že jim povolí jen stánky, které budou vycházet z tvarosloví JCDecaux, což vedlo ke vzniku napodobenin, kvůli čemuž došlo k soudním sporům. Jiří Špaček dále pro JCDexaux navrhoval drobnosti jako je tvarování výdechů z podchodů na Václavském náměstí, nebo kapotáž měřící meteorologické stanice na náměstí Republiky. Hodiny typu JCDecaux od firmy SPEL podle návrhu architekta Jiřího Špačka,, jejichž první exempláře byly umístěny začátkem roku 2002 v ulici Újezd na křižovatkách s Všehrdovou a s Vítěznou ulicí a celkově jich mělo být instalováno 40 kusů, JCDecaux nevlastnil a neprovozoval, jejich správcem byli správci městského veřejného osvětlení. 
V roce 2018 JCDecaux vlastnila a provozovala zhruba 900 přístřešků na zastávkách MHD, z toho 300 z nich bylo bez reklamní plochy. Dále provozuje 344 prosvětlených city light vitrín, 148 velkoformátových vitrín, 1288 metrů reklamního zábradlí a 68 informačních sloupů.
V roce 2018 Praha oznámila, že smlouvu s firmou JCDecaux neprodlouží a od roku 2021, kdy smlouva končí, měla přístřešky provozovat 20 let jiná společnost. Začátkem roku 2020 pražský magistrát odsouhlasil, že městský mobiliář pořídí na své náklady do vlastnictví města. V plánu je, že po pořízení zastávek a jejich instalaci Praha vyhlásí soutěž o firmu, která na nich bude za poplatek prodávat reklamu a případně zajistí i jejich údržbu. Město již vysoutěžilo podobu přístřešku, který nyní testuje na Palackého náměstí. Zhruba 900 přístřešků na zastávkách MHD tak bude nahrazeno novým mobiliářem. Město ho pořídí v období trvajícím 21 měsíců po skončení smlouvy mezi JCDecaux a magistrátem v polovině roku 2021. Dohodu schválili pražští radní a firma JCDecaux ji už podepsala. První přístřešky by měly být vyměněny v listopadu 2021. Podle schválené dohody bude přechodné období rozděleno do tří sedmiměsíčních částí, do nichž bude výměna rovnoměrně rozložena. V roce 2021 také pražských ulic začnou mizet stovky samostatných reklamních ploch, které JCDecaux vlastní.
Autor designu přístřešků Norman Foster údajně svůj design pražským úředníkům odmítá prodat.

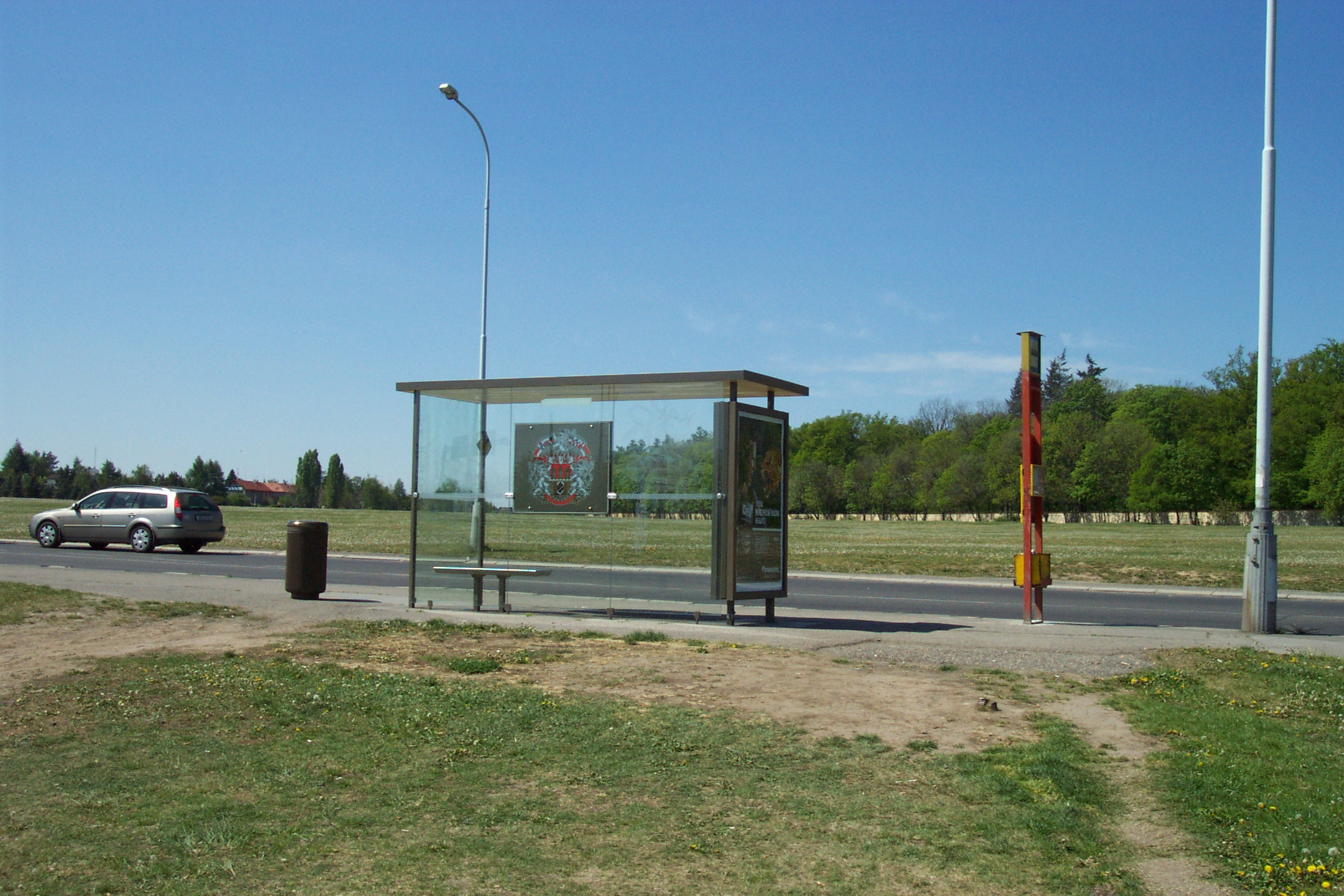
Přístřešek navržený Normanem Fosterem
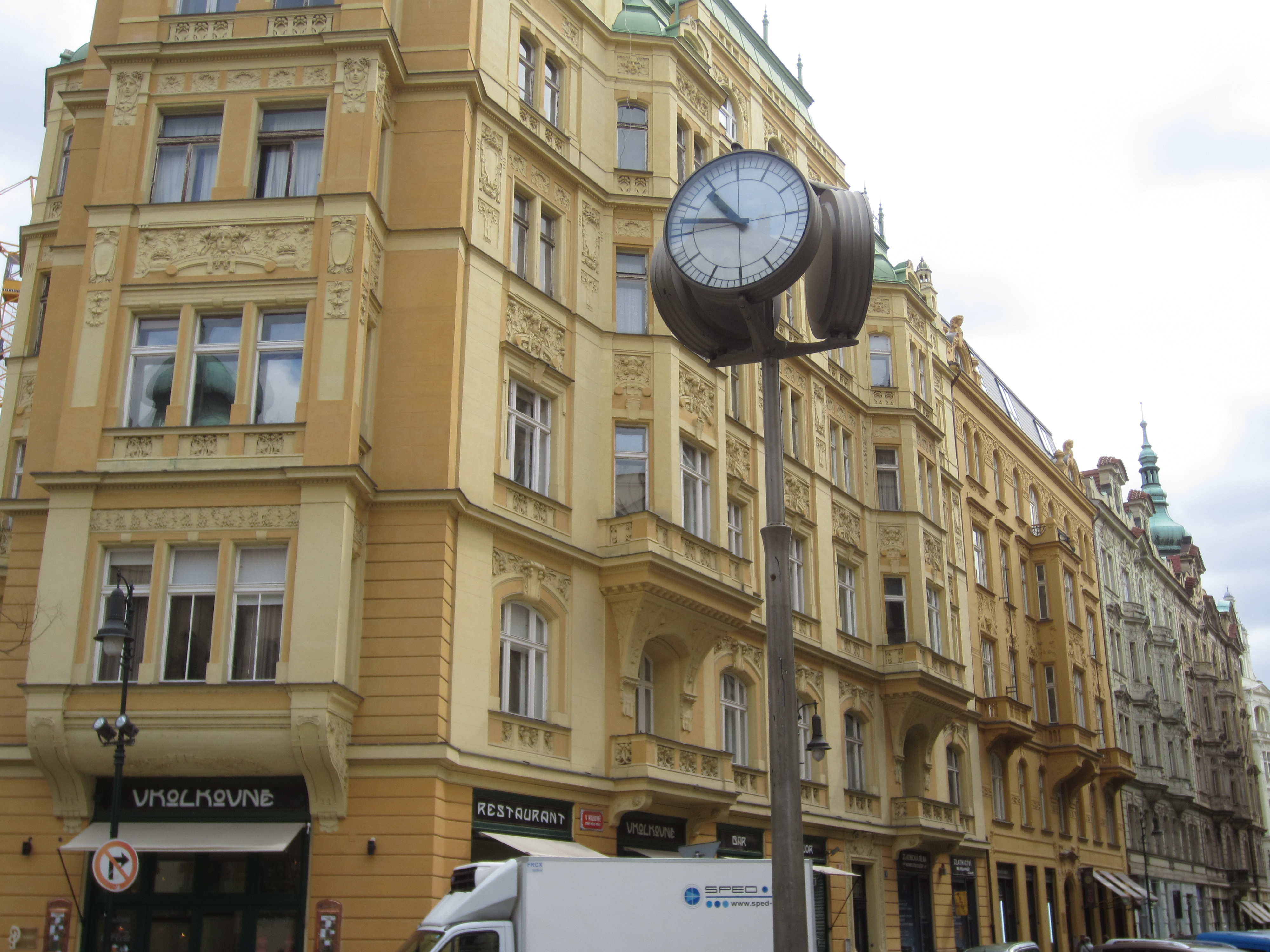
Hodiny podle návrhu Jiřího Špačka

Bývalý technický ředitel JCDecaux Tomáš Tenzer byl podle iDnes.cz obviněn z korupce a manipulace s veřejnými zakázkami v souvislosti s tím, že firma podle obžaloby vyplatila statisícové částky někdejšímu starostovi Prahy 1 Michalu Valentovi, který měl zajistit hladký průběh výběrového řízení na reklamu v CLV vitrínách v podchodu metra stanice Staroměstská. To se ovšem v řízení před soudem neprokázalo. Tenzer s Valentou se údajně předem domlouvali, jaké parametry má mít výběrové řízení na pronájem reklamních ploch, aby je společnost JCDecaux vyhrála, a to se při druhém pokusu o výběrové řízení skutečně stalo. JCDecaux k tomu uvedla, že veškeré spekulace týkající se možného korupčního jednání jsou nepravdivé, jde o mediální manipulaci a snahu konkurence společnost poškodit, a společnost JCDecaux se hodlá proti těmto nařčením všemi prostředky bránit. Michal Valenta k tomu uvedl, že konzultace skutečně společnost JCDecaux poskytovala a smlouva se nevztahovala k diskutovanému případu. Veškerá obvinění se následně ukázala jako falešná a společnost JCDecaux i pánové Tenzer a Valenta byli kompletně zproštěni všech obvinění. 
Společnost JCDecaux zažalovala TV Barrandov a jejího majitele Jaromíra Soukupa o 100 milionů korun jako odškodné za šíření nepravdivých informací o kauze reklamních ploch v Praze. Nepravdivost měla spočívat v tom, že televize označila případ za korupci, i když obžaloba mluví o jiném přečinu, a to o zjednání výhody při veřejné soutěži. Podle firmy Soukup uvedl zjevně účelově a záměrně i řadu dalších nepravdivých informací. Společnost JCDecaux se chtěla obrátit také na Radu pro rozhlasové a televizní vysílání. Předběžným opatřením Obvodní soud v Praze 1 v dubnu 2019 televizi TV Barrandov zakázal vysílat o JCDecaux kvůli kauze reklamních ploch. V této kauze byla v květnu 2021 firma JCDecaux odsouzena za manipulaci s veřejnou zakázkou v roce 2016. Kvůli manipulaci s veřejnými zakázkami byl soudem potrestán i její technický ředitel a bývalý místostarosta Prahy 1 Michal Valenta. Odsouzení se podle rozsudku na pronájmu domlouvali a dopustili se tím přečinu zjednání výhody při zadání veřejné zakázky.
Společnost JCDecaux ovládla také reklamní společnost Rencar Praha a.s., která původně byla dceřinou společností Dopravního podniku hl. m. Prahy. Z evidence skutečných majitelů vyplývá, že společnost Rencar je součástí skupiny JCDecaux. Společnost Rencar Praha a.s. byla založena roku 1990 jako dceřiná společnost DP hl. města Prahy, od roku 2001 je majoritním akcionářem společnost  Europlakat spol. s r.o., jež se specializuje na velkoplošnou reklamu a je součástí skupiny JCDecaux v ČR. Rencar Praha a.s. je pak polovičním vlastníkem společnosti CLV ČR, s.r.o., která provozuje city-light vitríny po celém Česku.
Na základě smlouvy s Dopravním podnikem hl. m. Prahy (DPP) z roku 1997 firma Rencar provozovala reklamu v pražské MHD, celkem se jednalo o zhruba 130 tisíc reklamních ploch. Smlouvu podnik vypověděl v roce 2016 s odůvodněním, že pro něj byla nevýhodná. Firma takové tvrzení odmítá; má za to, že podmínky pronájmu majetku jsou zcela standardní. Původně měla smlouva platit do roku 2031. Po výpovědi následoval soudní spor. Soudy v České republice se však žalobou společnosti Rencar odmítly zabývat; neexistuje tedy pravomocné soudní rozhodnutí o platnosti či neplatnosti smlouvy. Společnost Rencar i nadále považuje smlouvu za platnou, a to s odůvodněním, že dle relevantních právních předpisů je na smlouvu třeba hledět spíše jako na platnou než jako na neplatnou. DPP následně v soutěži vybral nové nájemce u části reklamních ploch, které dříve provozoval Rencar. Podle DPP noví nájemci hradí za provozování reklamy ročně částku ve výši více než 150 milionů korun, což je třikrát více, než dosud hradila společnost Rencar za několikanásobné množství využívaných reklamních ploch. Společnost Rencar taková tvrzení odmítá jako zkreslená. Zároveň společnost Rencar upozorňuje, že významný nárůst výnosů DPP je dán především ukončením spolupráce DPP s euroAWK, nikoli ukončením spolupráce se společností Rencar.

## Údajné vazby JCDecaux na politiku
Pirátská politická strana dostala od JCDecaux při komunálních volbách v roce 2018 slevu na reklamu ve volební kampani 60 až 75 procent.  Nynější pirátský radní Adam Zábranský přitom v únoru 2018, tedy několik měsíců před volbami, na veřejném fóru strany napsal, že nabízené plochy pro reklamní kampaň odmítl. Zábranský se v té době scházel s bývalým Technickým ředitelem JCDecaux Tomášem Tenzerem, s nímž řešil smlouvy JCDecaux s městem.
Poté, co se na veřejnost dostaly informace o tom, že se předsedkyně pražských Pirátů a zastupitelka Michaela Krausová scházela s bývalým manažerem firmy Tomášem Tenzerem, musela na svůj post předsedkyně rezignovat. Své schůzky totiž neuvedla v evidenci lobbistických schůzek. Piráti si na transparentnosti přitom zakládají, minimálně to proklamují. Běžně proto musí členové strany podle interních pravidel sepsat z jakékoli schůzky s byznysovým prostředím záznam, ve kterém uvedou, s kým se sešli a co bylo předmětem jednání.
I nový předseda Pirátů v pražském zastupitelstvu Viktor Mahrik se ale stejně jako jeho stranická kolegyně Krausová scházel s bývalým manažerem reklamní firmy JCDecaux Tomášem Tenzerem. Své schůzky přitom neuváděl v evidenci kontaktů a schůzek. Dokonce vystoupil jako jediný politik s šéfem české pobočky JCDecaux na konferenci o budoucnosti mobiliáře.

## Letiště Václava Havla v Praze
Letiště Praha pronajímá JCDecaux vnitřní plochy, za které má JCDecaux platit nájemné ve výši cca 62 milionů korun ročně. V roce 2021 JCDecaux získalo další venkovní plochy, za které má hradit dalších 12 milionů za rok. Celkem má tedy JCDecaux letišti platit cca 74 milionů korun ročně. Podle bývalé ministryně financí Aleny Schillerové však společnost JCDecaux letišti nájemné řádně nehradila a za pronájem reklamních ploch údajně dlužila. Bývalý ministr kultury ČSSD Antonín Staněk uvedl, že podle jeho informací firma dlouhodobě nájemné neplatí a Letiště Praha ho řádně nevymáhá. Podle ministryně se však vedení letiště situací zabývá. Společnost JCDecaux však taková tvrzení striktně odmítá jako nepravdivá. Společnost JCDecaux uvedla, že za rok 2020 i za všechny předchozí roky vždy řádně uhradila letišti nájemné podle smlouvy, a to v plné výši.

## Údajné lobbistické aktivity
V roce 2020 společnost JCDecaux údajně vytvořila skupinu Zhotoven, která se označovala za spolek umělců a architektů. Kritizovala novou zastávku pro MHD a obecně přístup vedení magistrátu. Za spolek nikdo konkrétní nevystupoval, na jeho facebookové stránce lidé opakovaně vznesli dotaz na napojení na JCDecaux. Primátor Zdeněk Hřib uvedl, že po chybě Facebooku se však ukázalo, že jedním ze dvou správců stránky na sociální síti je podnikatel Michael Skřivan, který se živí správou internetových projektů a dříve pracoval pro politické strany i soukromé subjekty. Skřivan serveru iDNES.cz potvrdil, že se na fungování stránky podílel. „Ty stránky přímo útočily na vedení města a obviňovaly zejména pana primátora Hřiba z neschopnosti, byly přímo řízeny mluvčím JCDecaux, Jiřím Chvojkou. Nadále se již odmítám na podobných projektech podílet, a proto jsem se rozhodl svoji činnost pro JCDecaux ukončit,“ uvedl Skřivan.
Chvojka i spolek Zhotoven toto nařčení popřely. „Na stránky Zhotoven jsem nikdy neměl přístup. Kdybych to dělal já, vypadala by ta věc jinak. Nevím, co k tomu dal dodat“, uvedl v reakci Chvojka.

## Samoobslužné půjčovny kol
Společnost JCDecaux provozuje systém samoobslužných kol Cyklocity v 70 městech v Evropě i mimo ni. Systém sdílení kol je automatizovaný systém půjčování kol pro širokou veřejnost. Stojany s koly jsou dostupné 24 hodin denně. Uživatelé vloží do terminálu předplacenou (nebo platební) kartu, což uvolní kolo připevněné ke stojanu. Uživatelé půjčené kola mohou vrátit do jakéhokoliv jiného stojanu ve městě. 